# 503-й окремий батальйон морської піхоти (Україна)
503-й окремий батальйон морської піхоти (503 ОБМП, в/ч А1275) — підрозділ морської піхоти України. Дислокувався в Маріуполі.

## Історія
2015 року був сформований 1-й лінійний батальйон 36-ї окремої бригади морської піхоти.
Бойове злагодження батальйон проходив на полігоні біля Урзуфу.
Впродовж 2016 року носив неофіційну назву: 701-й окремий батальйон морської піхоти.
28 вересня 2016 року батальйон отримав портативні електрогенератори.
Від 14 червня 2017 року батальйон отримав назву 500-й окремий батальйон морської піхоти.
16 листопада 2017 року батальйону було вручено бойове знамено. Стало відомо, що остаточно батальйон отримав 503-й номер.
У липні 2018 року було розпочате будівництво нового військового містечка.
В жовтні 2018 року батальйон отримав місце свого постійного дислокування в Маріуполі. Військова частина розміститься в колишній будівлі школи-інтернату № 2.
У листопаді 2018 року батальйон перейшов на нову систему харчування за каталогом продуктів.
3 червня 2022 року батальйон відзначений почесною відзнакою «За мужність та відвагу».
У 2023 році батальйон став основою для створення 38-ї окремої бригади морської піхоти.

## Командування
- 2015—2021: підполковник Сухаревський Вадим Олегович[4][13]
- 2021—03.2022†: майор Сбитов Павло Олегович. Загинув в березні 2022 року під час російського вторгнення в Україну.
- підполковник Пржегалінський Богдан [14]

## Традиції
1 листопада 2019 року батальйон святкував другу річницю створення.

### Символіка
Нарукавні знаки батальйону:

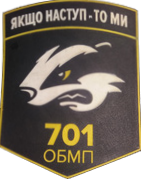
2016—2017
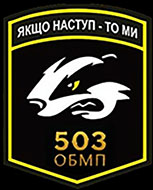
2017—2020
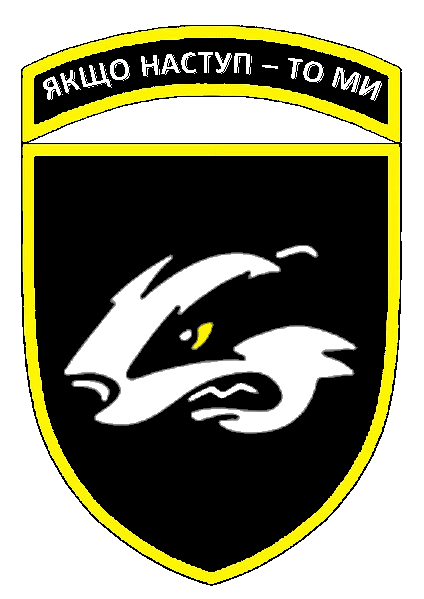
2020—2023
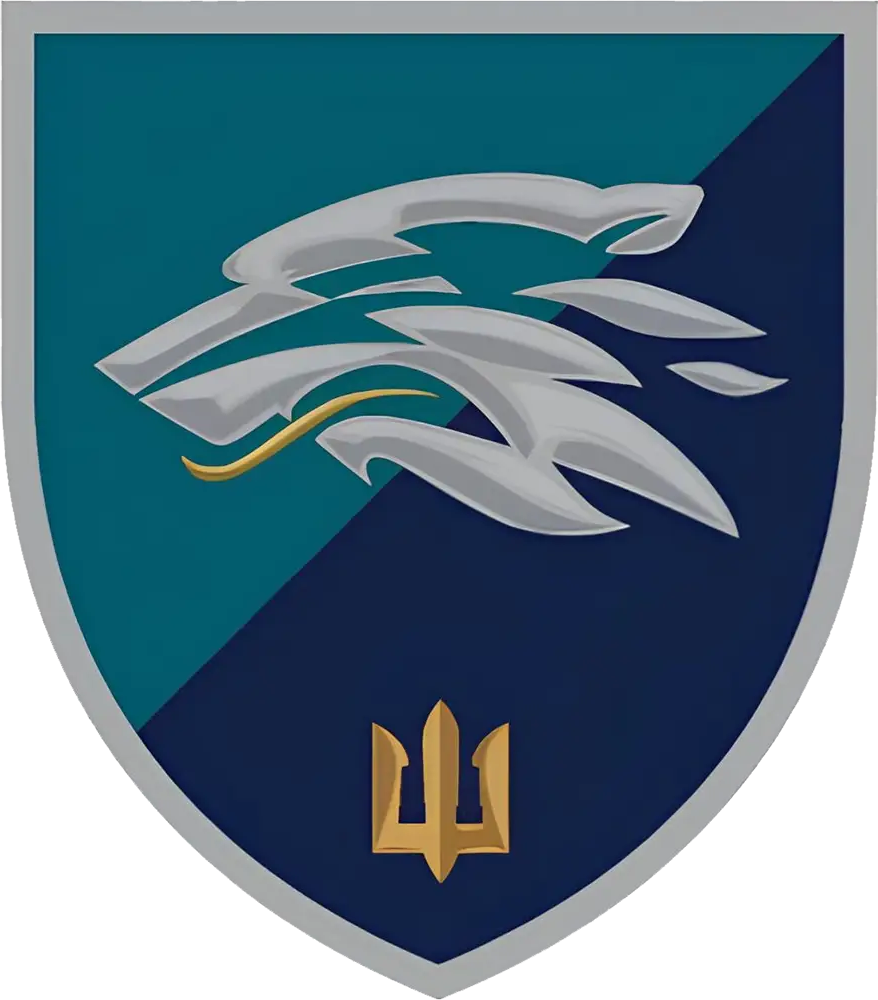
з 2023

## Вшанування
- Батальйону Тарас Житинський присвятив «Пісню про Сагайдачного»[16]